# قوزلوجة (شاهين دج)
قوزلوجة هي قرية في مقاطعة شاهين دج، إيران. عدد سكان هذه القرية هو 90 في سنة 2006.